# Rui Pedro Silva (ator)
Rui Pedro Silva (Porto, 9 de Outubro de 2003) é um ator português.

## Biografia
Rui Pedro Silva, nasceu no Porto e cresceu em Vila Nova de Gaia.
Estreou-se como ator em 2017, na série da RTP1, Vidago Palace e, em 2022, inicia a sua carreira no cinema com o realizador Tiago Guedes no filme Os Restos do Vento, que teve estreia no Festival de Cannes. Ainda no cinema, fez parte do filme Diálogos Depois do Fim de Tiago Guedes e de Revolução sem Sangue, dirigido por Rui Pedro Sousa, no âmbito do cinquentenário da Revolução de 25 de Abril de 1974.
A sua carreira passa também pelo teatro, tendo protagonizado a peça de sucesso Le Fils O Filho (2023) de Florian Zeller, com encenação de João Lourenço. Também no teatro trabalhou com Victor Hugo Pontes em A Margem  (2018) e Porque é Infinito (2021). 
Em 2023, foi o vilão da série juvenil da TVI - Morangos com Açúcar. No ano seguinte reforçou o elenco da série Sempre, na RTP1.
Foi um dos cinco nomeados para o Prémio Revelação dos Globos de Ouro de 2024, da SIC.
Em 2025, é contratado pela SIC para integrar o elenco da telenovela A Herança, no papel de Bernardo Novais.

## Filmografia

### Televisão
| Ano         | Projeto                    | Papel                          | Notas            | Canal |
| ----------- | -------------------------- | ------------------------------ | ---------------- | ----- |
| 2017        | Vidago Palace              |                                | Elenco Adicional | RTP1  |
| 2023        | #NaWeb                     | Santiago «Santi» Matoso        | Antagonista      | TVI   |
| 2023 - 2025 | Morangos com Açúcar        | Santiago «Santi» Matoso        | Antagonista      | TVI   |
| 2023        | Diálogos Depois do Fim     | Filho                          | Elenco Principal | RTP1  |
| 2024        | Sempre                     | Manuel                         | Elenco Principal | RTP1  |
| 2024        | O Americano                | Trabalhador Miúdo              | Elenco Adicional | RTP1  |
| 2025        | Finisterra                 | Afonso                         | Elenco Principal | RTP1  |
| 2025        | A Herança                  | Bernardo Maria Novais Carneiro | Elenco Principal | SIC   |
| 2025        | Lua Vermelha: Nova Geração |                                | Elenco Principal | OPTO  |

### Teatro
- 2023 - Le Fils "O Filho" de Florian Zeller, encenação de João Lourenço
- 2021 – Porque é Infinito, de Victor Hugo Pontes
- 2021– Kharms ou O que em mim era de Deus e o que em mim era de Tolo, de Pedro Galiza
- 2021 – A resistível ascensão de Arturo Ui, de António Júlio
- 2020 – Os Átridas, de António Capelo
- 2020 – Morder a tela, de Joana Providência
- 2019 – Auto da barca do Inferno, de João Paulo Costa
- 2019 – Payva D’ouro, de António Capelo
- 2018 – Margem, de Victor Hugo Pontes

### Cinema
- Upcoming - A Árvore do Conhecimento, de Eugène Green
- Upcoming - Ilhas, de Mário Patrocínio
- Upcoming - Tapete Voador, curta-metragem, de Justin Amorim
- 2024 - Revolução (Sem) Sangue, de Rui Pedro Sousa
- 2022 – Restos do Vento, de Tiago Guedes
- 2022 – Romagem, curta-metragem, de Jorge Cramez
- 2022 – Corpos Cintilantes, curta-metragem de Inês Teixeira
- 2022 – Teresa, curta-metragem, de Joana Pestana